# Ermafrodito stante
L'Ermafrodito stante è una scultura in marmo raffigurante il personaggio della mitologia greca Ermafrodito, figlio di Ermes e Afrodite, a grandezza naturale. 

## Storia
Il modello deriva dalle antiche raffigurazioni di Venere e di altri nudi artistici femminili, e in parte dalle contemporanee rappresentazioni ellenistiche femminilizzate del dio Dioniso/Bacco. Si tratta di un soggetto più volte ripetuto durante l'ellenismo e nell'antica Roma, a giudicare anche dal numero cospicuo di versioni che sono sopravvissute.

## L'esemplare Borghese
L'esemplare è stato scoperto nella vigna Pasqualoni a Monte Porzio Catone = Tusculum nel 1781 a Colonna, Casale Ciuffa.
Fu acquisito dal cardinale Scipione Caffarelli-Borghese e divenne parte della sua collezione. L'architetto Antonio Asprucci rielaborò l'allestimento della collezione su incarico del principe Marcantonio IV Borghese.
La statua è raffigurata mentre solleva fino alla vita una veste femminile. Fu giudicata troppo "sconcia" per essere mostrata e venne conservata da Marcantonio IV in un armadio.
A seguito della campagna d'Italia (1796-1797), fu successivamente venduto agli occupanti francesi, che lo trasferirono al museo del Louvre, dove ancor oggi si trova insieme alle altre opere oggetto di spoliazioni napoleoniche. 
Attualmente la statua si trova al Museo del Louvre, ma non viene esposta.